# Кёстер, Бербель
Бербель Кёстер-Мадаус (нем. Bärbel Köster-Madaus; 26 мая 1957, Любберсторф) — немецкая гребчиха-байдарочница, выступала за сборную ГДР в середине 1970-х годов. Бронзовая призёрша летних Олимпийских игр в Монреале, четырёхкратная чемпионка мира, победительница многих регат национального и международного значения.

## Биография
Бербель Кёстер родилась 26 мая 1957 года в коммуне Любберсторф. Активно заниматься греблей начала с раннего детства, проходила подготовку в одном из спортивных клубов Нойбранденбурга под руководством тренера Хорста Кауцке. На юниорском уровне впервые заявила о себе в 1973 году, выиграв золотую и серебряную медали на чемпионате Европы.
Первого серьёзного успеха на взрослом международном уровне добилась в 1974 году, когда попала в основной состав национальной сборной ГДР и побывала на чемпионате мира в Мехико, откуда привезла сразу две награды золотого достоинства, выигранные в зачёте двухместных и четырёхместных байдарок на дистанции 500 метров. Год спустя на аналогичных соревнованиях в югославском Белграде повторила это достижение, вновь одержала победу в обеих дисциплинах, в двойках на пятистах метрах и в четвёрках на пятистах метрах, став таким образом четырёхкратной чемпионкой мира.

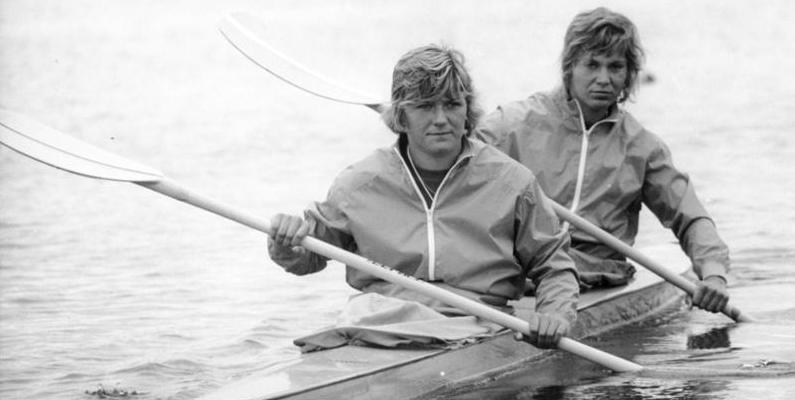
Бербель Кёстер (слева) и Карола Цирцов во время тренировки на Олимпийских играх 1976 года

Благодаря череде удачных выступлений Кёстер удостоилась права защищать честь страны на летних Олимпийских играх 1976 года в Монреале — в программе двухместных байдарок вместе с напарницей Каролой Цирцов завоевала бронзовую медаль, проиграв в решающем заезде лишь экипажам из СССР и Венгрии.
За выдающиеся спортивные достижения награждена бронзовым орденом «За заслуги перед Отечеством» (1974). После завершения спортивной карьеры работала бизнес-клерком в реабилитационном центре Нойбранденбурга. Впоследствии вышла замуж и сменила фамилию на Мадаус.